# Bibliotekarz (Świat Dysku)
Bibliotekarz Niewidocznego Uniwersytetu – fikcyjna postać ze Świata Dysku Terry’ego Pratchetta. Małpa (nie lubi być nazywany małpiszonem, reaguje najczęściej agresją) i mag na Niewidocznym Uniwersytecie. 
Funkcje bibliotekarza pełnił jeszcze przed tym, jak pewien magiczny wypadek (Blask fantastyczny) przemienił go w orangutana. Nowy kształt spodobał mu się tak bardzo, że zniszczył część archiwów, by nie było możliwe odwrócenie zaklęcia przez wypowiedzenie jego nazwiska – jedyną osobą, która je pamięta jest Rincewind, jego dawny pomocnik, który jednak po pewnej perswazji Bibliotekarza zadziwiająco skwapliwie je zapomniał. 
Siła i zręczność Bibliotekarza dalece przewyższa ludzką, jest on także odporny na wiele magicznych oddziaływań, co bardzo przydaje się w pracy, w miejscu o bardzo wysokim natężeniu magii, spowodowanym skupieniem dużej liczby magicznych ksiąg. Jako jeden z nielicznych magów może przeżyć bez większych obrażeń kontakt z takimi księgami jak Necrotelecomicron, czy Rozkosze tantrycznego seksu (trzymane w lodzie w celu uniknięcia samozapłonu). Użyteczny jest też fakt, że nie potrzebuje już drabiny, by dostać się na wyższe półki.
Brak możliwości wymówienia czegokolwiek innego poza „uuk” oraz, rzadziej, „iik”, nie przeszkadza Bibliotekarzowi bardzo wymownie dawać do zrozumienia, czego chce. Przykładem mogą być dyskowe przedstawienia teatralne – jeżeli dane przedstawienie (niezależnie od scenariusza i innych równie nieistotnych elementów) nie zawiera scen z tortem uderzającym kogoś w twarz, albo z wiadrem z farbą spadającym komuś na głowę, nie jest to dla Bibliotekarza dobre przedstawienie, czego nie waha się zakomunikować, najczęściej ciskając fistaszkami z zadziwiającą precyzją i siłą. Dlatego większość sztuk w Ankh-Morpork zawiera wspomniane sceny, niezależenie od pierwotnego gatunku sztuki.
Bibliotekarz jest także honorowym członkiem Straży Miejskiej Ankh-Morpork. Na Niewidocznym Uniwersytecie pełni również funkcję naczelnego organisty – wydatnie pomaga mu w tym możliwość wykorzystywania dwudziestu palców jednocześnie. Jednak jedynie organy zawierające właściwe instrumenty dodatkowe, stworzone przez konstruktora Bezdennie Głupiego Johnsonna, są zdaniem Bibliotekarza warte uznania.
Jest specjalistą od podróży w L-przestrzeni. Wykorzystywał tę umiejętność m.in. w Nauce Świata Dysku II, również w Pomniejszych bóstwach i innych częściach cyklu. W życiu kieruje się trzema zasadami Bibliotekarzy Czasu i Przestrzeni:
1. Cisza
2. Książki muszą być zwrócone nie później niż z ostatnią wskazaną datą
3. Nie naruszać zasady przyczynowości

(choć tę ostatnią zdarza mu się czasem łamać).
Postać została uznana za jedna z dziesięciu najlepszych fikcyjnych postaci ze Świata Dysku